# Adam Woźnicki
Adam Woźnicki, Adam z Woźnik, Gębic, Łążek herbu Ciołek – sędzia łęczycki w latach 1498–1506, cześnik łęczycki w latach 1496–1498.
Poseł na sejm piotrkowski 1504 roku z województwa łęczyckiego.